# South Rona
Pour les articles homonymes, voir Rona.
South Rona est une île du Royaume-Uni située en Écosse, dans l'archipel des Hébrides intérieures, au nord de Raasay et au nord-est de Skye, que l'on peut apercevoir depuis l'île.

## Géographie et géologie
South Rona est l'extension vers le nord de la strie de Raasay. Ses roches sont composées principalement de gneiss de Lewis, une roche très dure parmi les plus vieilles au monde (environ 3 milliards d'années).

## Histoire
Le nom de Rona (Rònaidh en gaélique écossais) est issu du vieux norrois Hrauney, "l'île rude" ; cette étymologie est sans doute la trace d'une occupation ancienne par une population scandinave.
La population de South Rona, très faible avant le XIXe siècle, a beaucoup augmenté à cette époque, atteignant son maximum de 180 habitants en 1881. Ceux-ci étaient en majorité des crofters et leurs familles, chassés de leurs terres - situées principalement à Raasay, plus fertile - lors des Highland Clearances. En 1921, un groupe d'hommes du principal village de Rona, Acarsaid Thioram (le port sec), a débarqué à Raasay pour tenter de retrouver leurs terres ancestrales. Ces Rona Raiders ont été arrêtés et jugés, mais, l'opinion publique étant fortement en leur faveur, ils furent libérés et autorisés à vivre à Raasay. Ces évènements ont mené à l'acquisition par le gouvernement britannique, en 1922, de Rona et Raasay, jusque-là propriété d'un propriétaire terrien.
La population de South Rona a fortement décru dans les années qui ont suivi, car la plupart de la population a suivi les Rona Raiders et s'est réinstallée à Raasay. En 1943, l'île était devenue inhabitée, à l'exception de deux gardiens de phare vivant à l'extrémité nord de l'île jusqu'à l'automatisation en 1975.
Les ruines d'Acarsaid Thioram sont toujours visibles, et un projet de restauration a été entamé afin de créer des sites d'hébergement pour les vacanciers, les archéologues, ainsi que les biologistes venant étudier le milieu naturel.
En 1993, South Rona a été rachetée au gouvernement par une Danoise, qui souhaite en faire un endroit autonome en énergie, et installe des générateurs, des éoliennes, des panneaux solaires, et un système de traitement des eaux. Elle fit également restaurer quatre cottages ainsi que Rona Lodge à Acarsaid Mhòr (le grand port), et construit un nouvel embarcadère dans la baie de Big Harbour. Cependant, elle n'habite pas sur l'île : un gardien, seul résident permanent, gère l'île depuis 2001, et vit à Rona Lodge, devenue refuge, et gère les cottages en location à Acarsaid Thioram.

## Phare
Le phare de South Rona a été construit en 1857 par Thomas et David Stevenson, ingénieurs du Northern Lighthouse Board.